# Angelo Predieri
Angelo Predieri, född 1655, död 1731, var en italiensk kompositör.
Han var verksam i Bologna, där han bland annat var lärare till Giambattista Martini.